# Ян Цзюньсюань
Ян Цзюньсюань (кит. упр. 杨浚瑄, пиньинь Yáng Jùnxuān; род. 26 января 2002, Цзыбо, Шаньдун) ― китайская пловчиха, чемпионка мира 2018 года, двукратная чемпионка Азиатских игр 2018 года, чемпионка летних Олимпийских игр 2020 в Токио в эстафете 4×200 метров вольным стилем.

## Биография
Родилась 26 января 2002 года в Цзыбо, провинция Шаньдун, Китай.
На Азиатских играх 2018 года она участвовала в следующих соревнованиях: бронза на 100 метров вольным стилем за 54,17, серебро на 200 метров вольным стилем за 1: 57,48 (на 0,01 секунды быстрее, чем у бронзового призёра), победа в эстафете 4 × 100 метров вольным стилем среди женщин. Серебряная медаль и золото в эстафете 4×200 м вольным стилем.
На летних юношеских Олимпийских играх 2018 года в Буэнос-Айресе завоевала бронзу в заплыве на 50 метров вольным стилем за 25,47 секунды, серебро на 100 м вольным стилем за 54,43 и серебро на дистанции 200 м вольным стилем за 1: 58,05, а также золото в эстафете 4×100 м (её время 53,99 является лучшим из всех участников) и золото в смешанном 4 х Комплексная эстафета на 100 метров.
На чемпионате мира в китайском Ханчжоу выиграла золото в эстафете 4×200 м вольный стиль, серебряная медаль − 4×100 м в комбинированной эстафете. Там же выиграла бронзовую медаль в эстафете на 4×100 м вольным стилем.

### Олимпиада 2020 в Токио
На Олимпийских играх 2020 года стала олимпийской чемпионкой в эстафете 4×200 метров вольным стилем. Китайская команда в этом финале опередила команды США и Австралии. Вместе с Ян этапы эстафеты проплыли Тан Мухань, Чжан Юйфэй и Ли Бинцзе.